# Johann Gottfried Galle
Johann Gottfried Galle (Radis, Sajonia-Anhalt, 9 de junio de 1812-Potsdam, Brandeburgo, 10 de julio de 1910) fue un astrónomo alemán conocido por el descubrimiento de Neptuno, siguiendo los cálculos e indicaciones de Urbain Le Verrier (con la ayuda de su estudiante Heinrich Louis d'Arrest) el 23 de septiembre de 1846. También se consideró durante un tiempo al británico John Couch Adams descubridor de este planeta, aunque sus cálculos fueron mucho menos precisos que los del francés.

## Vida

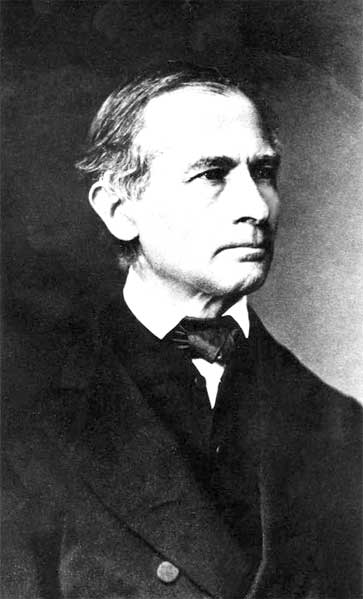
Johann Gottfried Galle.

Galle nació el 9 de junio de 1812 en Radis, una ciudad en el estado alemán de Sajonia-Anhalt. Realizó los estudios de educación secundaria (gymnasium) en Wittenberg y entre 1830 y 1833 estudió en la universidad de Berlín. Posteriormente, enseñaría matemáticas y física en el gymnasium de Guben. Más tarde se cambiaría al gymnasium Friedrichs-Werdersche de Berlín.
En 1835 Galle comenzó a trabajar como ayudante de Johann Franz Encke nada más concluirse la construcción del observatorio de Berlín. Trabajaría allí 16 años. 
En 1847 Galle fue designado sucesor de Friedrich Wilhelm Bessel como Director del Observatorio de Königsberg. Antes de que el nombramiento fuese efectivo, Galle debió retirar su solicitud a principios de 1848, debido a una intriga contra él dirigida por Carl Gustav Jakob Jacobi.
En 1851 se trasladó a Breslau (ahora Breslavia, Polonia) como director del observatorio local y en 1856 fue nombrado profesor de astronomía de la Universidad de Breslavia. Aquí pasará 45 años en activo. Además de a la astronomía, durante estos años también se dedicaría al estudio del magnetismo terrestre y a la meteorología. En total publicaría más de 200 trabajos.
En 1897 abandona Breslau y se dirige a Potsdam, donde muere en 1910 a la edad de 98 años. Dejaría mujer y dos hijos.
Por su trabajo recibió numerosos homenajes y condecoraciones. Por el descubrimiento de Neptuno recibió la Cruz de la legión de honor francesa. Formó parte de la Real Academia de las Ciencias de Baviera y de la Real Sociedad Astronómica inglesa. La ciudad de Gräfenhainichen erigió un monumento en su honor en 1977.

## Investigación

### Primera observación de Neptuno

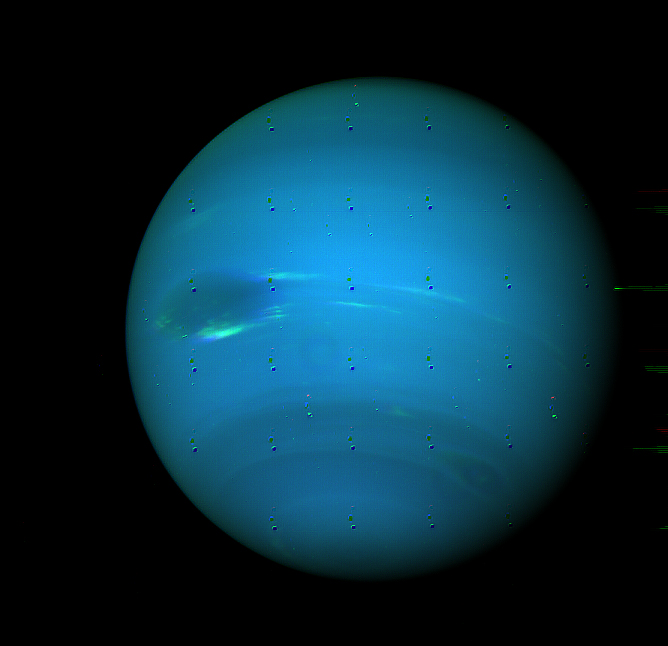
Fotografía de Neptuno (sonda Voyager 2)

La tesis doctoral de Galle, finalizada en 1845, fue una reducción y discusión crítica de las observaciones realizadas por Ole Rømer del tránsito por el meridiano de estrellas y planetas desde el 20 de octubre al 23 de octubre de 1706. En torno a 1845 envió una copia de su tesis a Urbain Le Verrier, entonces director del observatorio de París, pero recibiría la respuesta un año después, el 18 de septiembre de 1846, que llegaría a Galle el 23 de septiembre. En la carta, Le Verrier le pedía que observase una cierta región del cielo en la que, según sus cálculos, debería encontrarse un nuevo planeta que explicaría las perturbaciones observadas en la órbita de Urano. Esa misma noche se encontró un objeto con las características descritas, confirmándose que se trataba de un nuevo planeta en las dos noches siguientes.

### Otras contribuciones
En 1838 descubrió uno de los anillos oscuros internos de Saturno.
A lo largo de su carrera estudió los cometas, y en 1894 (con la ayuda de su hijo Andreas Galle) publicó una lista de 414 cometas. Él mismo había descubierto tres cometas en el corto periodo de tiempo entre el 2 de diciembre de 1839 y el 6 de marzo de 1840.
También fue el primero en sugerir el uso de asteroides para determinar la paralaje solar (es decir, la distancia entre el Sol y la Tierra).

## Epónimos
- El cráter lunar Galle
- El cráter marciano Galle (reconocible porque la silueta de su relieve recuerda a una cara sonriente)
- Un anillo en Neptuno

## Para más información
- Descubrimiento de Neptuno
- Paralaje

### Obituarios
- AN 185 (1910) 309/310 (en alemán)
- JRASC 4 (1910) 379 (en inglés)
- MNRAS 71 (1911) 275 (en inglés)
- Obs 33 (1910) 314 (en inglés)

### Imágenes Astronómicas
- Foto de la NASA del cráter marciano Galle (también conocido como "Cráter de la Cara Feliz" o, en inglés, "Happy Face Crater")

- Datos: Q76431
- Multimedia: Johann Gottfried Galle / Q76431